# (31481) 1999 CX47
1999 CX47 (asteroide 31481) é um asteroide da cintura principal. Possui uma excentricidade de 0.09070470 e uma inclinação de 0.22973º.
Este asteroide foi descoberto no dia 10 de fevereiro de 1999 por LINEAR em Socorro.